# Aliança greco-sérvia de 1913
A Aliança Grego-Sérvia de 1913 foi assinada em Thessaloniki em 1º de junho de 1913, após a Primeira Guerra dos Bálcãs, quando ambos os países queriam preservar seus ganhos na Macedônia do expansionismo búlgaro. O tratado formou a pedra angular das relações greco-sérvias por uma década, permanecendo em vigor durante a Primeira Guerra Mundial até 1924.

## Impacto e consequências
A aliança desempenhou um papel importante na Primeira Guerra Mundial, quando a Sérvia foi atacada pela Áustria. Venizelos mobilizou o exército grego, mas encontrou a recusa do rei germanófilo Constantino I em entrar na guerra ao lado das Potências da Entente. Em uma tentativa de forçar a mão do rei, em meados de 1915 Venizelos permitiu que uma força franco-britânica desembarcasse em Thessaloniki para ajudar os sérvios, estabelecendo a frente de Salônica. A crise entre o primeiro-ministro e o rei sobre a questão da participação do país na guerra levou ao Cisma Nacional, que atormentou a vida política grega até a década de 1930. O Tratado de Aliança foi finalmente cancelado unilateralmente pelo novo Reino dos Sérvios, Croatas e Eslovenos em 1924, como uma reação ao controverso Protocolo greco-búlgaro Politis-Kalfov sobre minorias.